# Anestésico inhalatorio

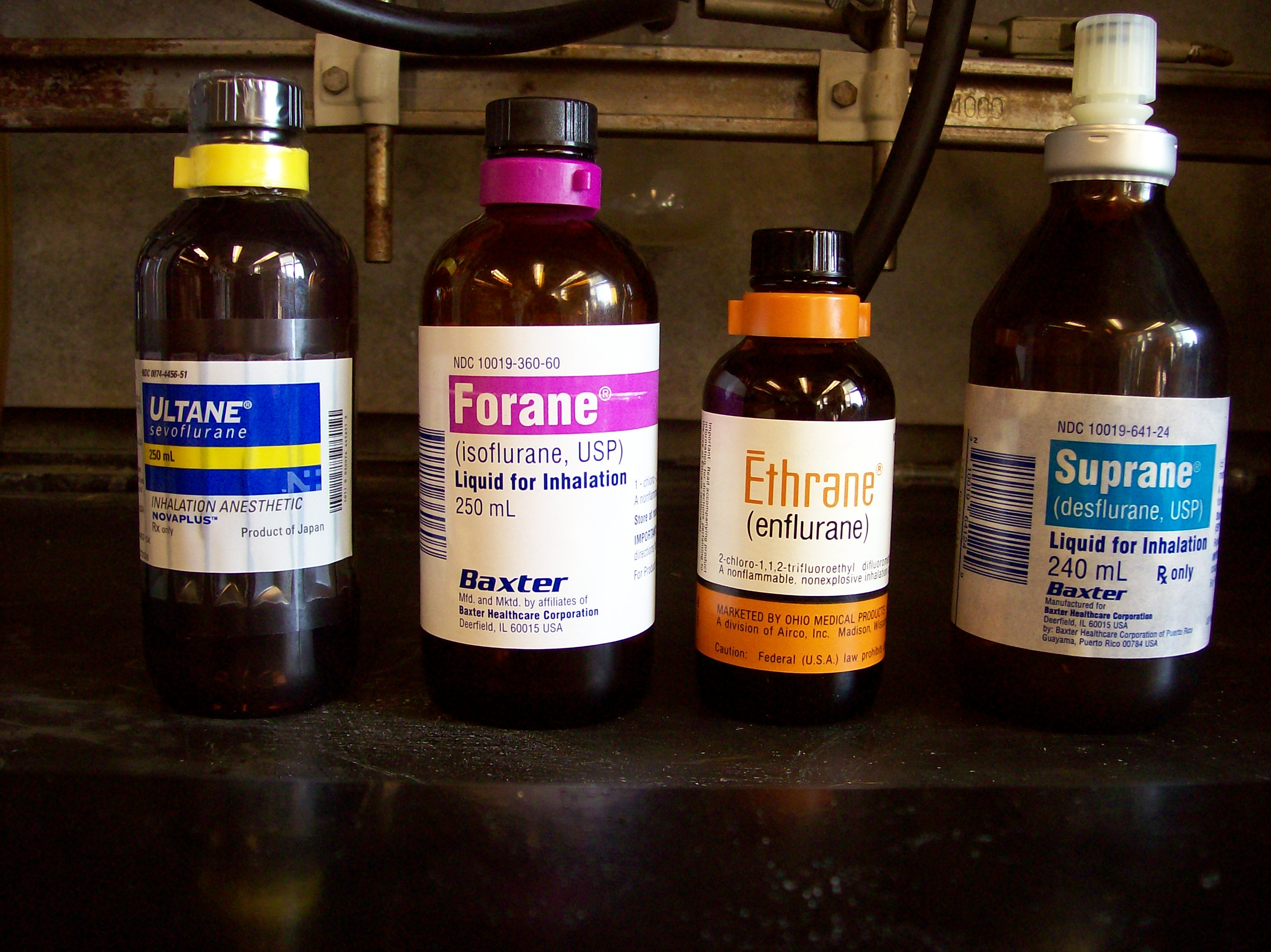
Botellas de sevoflurano, isoflurano, enflurano y desflurano, los anestésicos comunes de éter fluorado utilizados en la práctica clínica. Estos agentes están codificados por colores por razones de seguridad. Tenga en cuenta el ajuste especial para desflurano, que hierve a temperatura ambiente.

Un anestésico inhalatorio es un compuesto químico que posee propiedades anestésicas generales que pueden administrarse por inhalación. Se administran a través de una máscara facial, una vía aérea con máscara laríngea o un tubo traqueal conectado a un vaporizador anestésico y un sistema mecánico de anestesia. Los agentes de interés clínico contemporáneo significativo incluyen agentes anestésicos volátiles como isoflurano, sevoflurano y desflurano, así como ciertos gases anestésicos como óxido nitroso y xenón. 

## Lista de agentes anestésicos por inhalación

### Agentes utilizados actualmente
- Desflurano
- Isoflurano
- Óxido nitroso
- Sevoflurano
- Xenón

### Agentes previamente utilizados
Aunque algunos de estos todavía se usan en la práctica clínica y en la investigación, los siguientes agentes anestésicos son principalmente de interés histórico en los  países desarrollados: 
- Cloroetano (cloruro de etilo)
- Cloroformo
- Criofluorano
- Ciclopropano
- Éter dietílico
- Divinil éter
- Enflurano
- Etileno
- Fluroxeno
- Halotano (todavía ampliamente utilizado en el mundo en desarrollo y está en la Lista Modelo de Medicamentos Esenciales de la OMS)
- Metoxiflurano (todavía se usa actualmente como analgésico)
- Metoxipropano
- Tricloroetileno

### Agentes no comerciales
- Aliflurano
- Halopropano
- Norflurano
- Roflurano
- Sintano
- Teflurano

## Anestésicos volátiles
Los agentes anestésicos volátiles comparten la propiedad de ser líquidos a temperatura ambiente, pero se evaporan fácilmente para la administración por inhalación. Todos estos agentes comparten la propiedad de ser bastante hidrófobos (es decir, como líquidos, no son libremente miscibles con agua, y como gases se disuelven en aceites mejor que en agua). El agente anestésico volátil ideal ofrece inducción y mantenimiento suaves y confiables de la anestesia general con efectos mínimos en otros sistemas de órganos. Además, es inodoro o agradable de inhalar; seguro para todas las edades y en el embarazo; no metabolizado inicio y desplazamiento rápidos; potente; y seguro para la exposición al personal del quirófano. También es barato de fabricar; fácil de transportar y almacenar, con una larga vida útil; fácil de administrar y monitorear con el equipo existente; estable a la luz, plásticos, metales, caucho y cal sodada; no inflamable y ambientalmente seguro. Ninguno de los agentes actualmente en uso es ideal, aunque muchos tienen algunas de las características deseables. Por ejemplo, el sevoflurano es agradable de inhalar y es de inicio y compensación rápidos. También es seguro para todas las edades. Sin embargo, es caro (aproximadamente 3 a 5 veces más caro que el isoflurano) y aproximadamente la mitad de potente que el isoflurano. 

## Gases
Otros gases o vapores que producen anestesia general por inhalación incluyen óxido nitroso, ciclopropano y xenón. Estos se almacenan en cilindros de gas y se administran utilizando medidores de flujo, en lugar de vaporizadores. El ciclopropano es explosivo y ya no se usa por razones de seguridad, aunque se descubrió que es un excelente anestésico. El xenón es inodoro y de inicio rápido, pero es costoso y requiere un equipo especializado para administrar y monitorear. El óxido nitroso, incluso a una concentración del 80%, no produce anestesia a nivel quirúrgico en la mayoría de las personas a presión atmosférica estándar, por lo que debe usarse como anestésico complementario, junto con otros agentes. 

## Anestesia hiperbárica
En condiciones hiperbáricas (presiones superiores a la presión atmosférica normal), otros gases como el nitrógeno y gases nobles como el argón, el criptón y el xenón se convierten en anestésicos. Cuando se inhala a altas presiones parciales (más de aproximadamente 4 bar, encontradas a profundidades inferiores a aproximadamente 30 metros en el buceo), el nitrógeno comienza a actuar como un agente anestésico, causando narcosis de nitrógeno. Sin embargo, la concentración alveolar mínima (MAC) para el nitrógeno no se alcanza hasta que se alcanzan presiones de aproximadamente 20 a 30 atm (bar). El argón es un poco más del doble de anestésico que el nitrógeno por unidad de presión parcial (argox). Sin embargo, el xenón es un anestésico utilizable con una concentración del 80% y presión atmosférica normal.

## Teorías neurológicas de la acción
Se desconoce el mecanismo de acción completo de los agentes anestésicos volátiles y ha sido objeto de un intenso debate. "Los anestésicos se han usado durante 160 años, y cómo funcionan es uno de los grandes misterios de la neurociencia", dice el anestesiólogo James Sonner de la Universidad de California en San Francisco. La investigación sobre anestesia "ha sido durante mucho tiempo una ciencia de hipótesis no comprobables", señala Neil L. Harrison, de la Universidad de Cornell.
"La mayoría de los anestésicos inyectables parecen actuar sobre un único objetivo molecular", dice Sonner. "Parece que los anestésicos inhalados actúan sobre múltiples objetivos moleculares. Eso hace que sea un problema más difícil de separar ". 
La posibilidad de anestesia por parte del argón de gas inerte en particular (incluso a 10 a 15 bar) sugiere que el mecanismo de acción de los anestésicos volátiles es un efecto mejor descrito por la química física, y no una acción de enlace químico. Sin embargo, el agente puede unirse a un receptor con una interacción débil. Una interacción física como la inflamación de las membranas de las células nerviosas de la solución de gas en la bicapa lipídica puede ser operativa. En particular, no se ha encontrado que los gases hidrógeno, helio y neón tengan propiedades anestésicas a ninguna presión. El helio a altas presiones produce irritación nerviosa ("antianestesia"), lo que sugiere que los mecanismos anestésicos pueden ser operados a la inversa por este gas (es decir, compresión de la membrana nerviosa). Además, algunos éteres halogenados (como el flurotilo) también poseen este efecto "antianestésico", lo que proporciona más evidencia de esta teoría. 

## Historia
El concepto fue utilizado por primera vez por médicos árabes, como Abulcasis, Avicena e Ibn Zuhr en el siglo XI. Utilizaron una esponja empapada con estupefacientes y la colocaron en la cara de un paciente. Estos médicos árabes fueron los primeros en usar una esponja anestésica.
Paracelso desarrolló un anestésico inhalatorio en 1540. Utilizó aceite dulce de vitriolo (preparado por Valerius Cordus y llamado Aether por Frobenius): solía alimentar a las aves: "fue tomado incluso por pollos y se durmieron por un tiempo, pero despertaron más tarde sin daño". Posteriormente, unos 40 años después, en 1581, Giambattista Delia Porta demostró el uso de éter en humanos, aunque no se empleó para ningún tipo de anestesia quirúrgica.